# Normes procédurales pour le discernement des apparitions ou révélations présumées
Ne doit pas être confondu avec Normes procédurales pour le discernement de phénomènes surnaturels présumés.
Les Normes procédurales pour le discernement des apparitions ou révélations présumées (« Normae de modo procedendi in diudicandis praesumptis apparitionibus ac revelationibus ») est un document de 1978 de la Congrégation pour la Doctrine de la Foi qui énonce les critères sur lesquels se fonde l'Église catholique lors des enquêtes qu'elle réalise sur l'authenticité d'apparitions ou de révélations privées.
Le document n'a au départ été diffusé qu'auprès des ordinaires, c'est-à-dire essentiellement des évêques en fonction dans un diocèse. Le document n'a été rendu officiellement public qu'en mai 2012.
De nouvelles Normes sont entrées en vigueur le 19 mai 2024, abrogeant et remplaçant le document de 1978.

## Cadre d'application
Le 25 février 1978, la Congrégation pour la doctrine de la foi a diffusé un document intitulé « Normes de discernement des apparitions et des révélations » qui définit d'une part les critères à prendre en considération pour juger de la réalité d'une apparition ou d'une révélation et, d'autre part, à quelle autorité ecclésiale revient la charge de la décision.[réf. nécessaire]

## Autorité responsable
Selon le point III, 1 du document en question, « la charge d’être vigilant ou d’intervenir appartient d’abord à l’Ordinaire du lieu »,. Il est d'usage en ce cas, mais nullement obligatoire, que l'évêque du lieu constitue une commission qu'il charge, sous son autorité, d'examiner les faits. En règle générale, l'évêque informe la Sacrée Congrégation pour la Doctrine de la Foi des faits et des mesures qu'il prend. Dans des cas particulièrement ardus, il peut solliciter l'assistance de la Congrégation, étant entendu que la décision finale lui revient. Les critères prévoient aussi (IV, 1, a) que « L’intervention de la S. Congrégation peut être demandée, soit par l’Ordinaire, après qu’il a accompli ce qui lui revient, soit par un groupe qualifié de fidèles. En ce cas, on évitera que le recours à la S. Congrégation soit motivé par des raisons suspectes (comme par ex. la volonté de forcer l’Ordinaire à modifier ses décisions légitimes ou d’appuyer un groupe sectaire, etc.). ».
En outre, la conférence épiscopale nationale peut aussi être amenée à intervenir soit à la demande de l'ordinaire du lieu, soit parce le fait concerne la région ou la nation et pour autant, dans ce dernier cas, que l'ordinaire du lieu y consente.

## Critères de discernement
Les normes de 1978 mentionnent également des « critères pour juger, au moins probablement, du caractère des apparitions et révélations présumées », en distinguant entre critères positifs et critères négatifs:

### Critères positifs
« a. Quant à l’existence du fait, certitude morale ou, du moins, grande probabilité, acquise au terme d’une enquête sérieuse.
b. Circonstances particulières relatives à l’existence et à la nature du fait :
1. qualités personnelles du ou des sujets (notamment équilibre psychique, honnêteté et rectitude de la vie morale, sincérité et docilité habituelles envers l’Autorité ecclésiastique, aptitude à revenir au régime normal d’une vie de foi, etc.) ;
2. Quant à la révélation, doctrine théologique et spirituelle vraie et exempte d’erreur ;
3. saine dévotion et fruits spirituels abondants et constants (par ex. esprit d’oraison, conversions, témoignages de charité, etc.). »

### Critères négatifs
« a. Erreur manifeste sur le fait.
b. Erreurs doctrinales attribuées à Dieu lui-même, à la Bienheureuse Vierge Marie ou à un saint dans leurs manifestations, compte tenu toutefois de la possibilité que le sujet ait ajouté – même inconsciemment – des éléments purement humains, voire quelque erreur d’ordre naturel, à une révélation vraiment surnaturelle (cf. saint Ignace, Exercices, no 336).
c. Évidente recherche de lucre en relation étroite avec le fait lui-même.
d. Actes gravement immoraux accomplis au moment ou à l’occasion du fait lui-même, par le sujet et par ses accompagnateurs.
e. Maladies psychiques ou tendances psychopathiques du sujet, ayant exercé sur le fait présumé surnaturel une influence certaine, ou psychose, hystérie collective et choses du même genre.
Il faut noter que ces critères, positifs ou négatifs, sont indicatifs, et non limitatifs, et doivent être pris ensemble ou selon leur complémentarité. »

### Conclusions
Au terme de l'enquête, l'ordinaire du lieu ou, le cas échéant la conférence épiscopale régionale ou nationale, sera amené à rendre son jugement en employant l'une des trois formulations suivantes:
1. Constat de supernaturalitate : l'origine surnaturelle des faits est reconnue par l'Église catholique : elle les a authentifiés.
2. Constat de non supernaturalitate : l'absence d'origine surnaturelle des faits est reconnue par l'Église catholique : elle les a niés et invalidés.
3. Non constat de supernaturalitate : l'origine surnaturelle des faits n'est pas reconnue, l'absence d'origine surnaturelle non plus : les faits ne sont ni avalisés, ni invalidés par l'Église catholique. Elle n'a pas encore prononcé de constat.

Dans sa thèse de doctorat en droit canon, le prêtre Andrew J. Kingham soutient que les deux formules négatives devraient être considérées comme des jugements définitifs. Non constat de supernaturalitate : aucune preuve n'a été trouvée pour démontrer le caractère surnaturel des faits. Constat de non supernaturalitate : des preuves ont été trouvées démontrant que les faits ne sont pas surnaturels.

## Publications
Plusieurs traductions de ce texte ont été réalisées avant que le document soit publié officiellement par la Congrégation pour la Doctrine de la Foi.
En 1994, dans son livre, Akita: Mother of God as Co-Redemptrix, l'auteur japonais Francis Mutsuo Fukushima cite des extraits en latin de ces critères et les traduit en anglais.
En 1997, Joachim Bouflet et Philippe Boutry publient une traduction française de l'intégralité du document dans Un signe dans le ciel : Les apparitions de la Vierge. Considérant que depuis cette précédente parution en 1997, ce texte « est tombé ainsi dans le domaine public », René Laurentin et Patrick Sbalchiero publient également une traduction en français du document en 2007 dans le Dictionnaire des « apparitions » de la Vierge Marie.
Le texte est officiellement publié par le Saint-Siège en mai 2012 avec une préface du cardinal Levada.

## Limites desNormesde 1978
En conclusion de sa thèse de 2014, Institution et charisme dans l'Église de 1846 à nos jours : la question du jugement épiscopal sur les apparitions mariales modernes et contemporaines, Joachim Bouflet estime que le cas des apparitions de Medjugorje a battu en brèche les Normes de 1978. Selon lui, l'ingérence de « certaines personnalités ecclésiastiques éminentes anticipant tout jugement sur les apparitions présumées », puis la contestation par les mêmes de l'avis négatif de l'évêque de Mostar ont conduit « la Congrégation pour la doctrine de la foi à se saisir du dossier en vue d'un réexamen du fait apparitionnel, et par la même occasion, d'une réadaptation de ces Normes, voire d'une totale refonte du texte ». Ces normes ont selon lui été de fait rendues inapplicables et donc caduques : « Ainsi, après plus d'un siècle d'encadrement des mariophanies par l'Église, le phénomène Medjugorje semble devoir signer l'enterrement de certaines dispositions du droit canonique, rendues de facto obsolètes, et instaurer le primat du charisme sur les lignes de conduite de l'institution ».